# CD300LD
CD300LD (англ. CD300 molecule like family member d) – білок, який кодується однойменним геном, розташованим у людей на довгому плечі 17-ї хромосоми. Довжина поліпептидного ланцюга білка становить 194 амінокислот, а молекулярна маса — 21 558.
| 10         |  | 20         |  | 30         |  | 40         |  | 50         |
| ---------- |  | ---------- |  | ---------- |  | ---------- |  | ---------- |
| MWLSPSLLLL |  | ILPGYSIAAK |  | ITGPTTVNGS |  | EQGSLTVQCA |  | YGSGWETYLK |
| WRCQGADWNY |  | CNILVKTNGS |  | EQEVKKNRVS |  | IRDNQKNHVF |  | TVTMENLKRD |
| DADSYWCGTE |  | RPGIDLGVKV |  | QVTINPGTQT |  | AVSEWTTTTA |  | SLAFTAAATQ |
| KTSSPLTRSP |  | LKSTHFLFLF |  | LLELPLLLSM |  | LGTVLWVNRP |  | QRRS       |

A: Аланін

C: Цистеїн

D: Аспарагінова кислота

E: Глутамінова кислота

F: Фенілаланін

G: Гліцин

H: Гістидин

I: Ізолейцин

K: Лізин

L: Лейцин

M: Метіонін

N: Аспарагін

P: Пролін

Q: Глутамін

R: Аргінін

S: Серин

T: Треонін

V: Валін

W: Триптофан

Кодований геном білок за функцією належить до рецепторів. 
Задіяний у такому біологічному процесі, як імунітет. 
Локалізований у клітинній мембрані, мембрані.